# Bodlíni ježkovití
Bodlíni ježkovití (Tenrecinae) jsou nejznámější podčeleď bodlínů. Zahrnují 4-5 druhů, které se svým zevnějškem nápadně podobají evropským ježkům. Stejně jako oni jsou někteří schopní stočit se do klubíčka.